# 軍市一
军市一(β CMa / 大犬座β)是大犬座的一颗恒星，其俗名为Murzim，Mirza，Al-Murzim或Mirzam。
其俗名来源于阿拉伯语مرزم，意为“报信者”，这可能是因为其每晚在天狼星之前升起。军市一是一颗变星等的蓝白巨星，其星等以6小时的周期在1.95~2.00之间变化。它是一颗仙王座β变星。军市一处于氢聚变燃烧的晚期，之后将会耗尽其氢并开始氦聚变。
军市一位于本地泡的远端。